# Дуплекс-процесс
Ду́плекс-проце́сс — двухстадийный процесс производства стали из чугуна.

## История
Предложения о введении дуплекс-процесса внёс в начале XX века Гулыга, Владимир Иванович. Во время Великой Отечественной войны на Магнитогрском металлургическом комбинате было решено выплавлять броневую сталь дуплекс-процессом, то есть варить её сначала в печах с основным подом, а затем доводить в печах с кислым подом. 23 июля 1941 года 185-тонная мартеновская печь № 3, переделанная в «кислую», выпустила первую плавку броневой стали.

## Особенности технологии
Дуплекс-процесс производства стали последовательно в двух металлургических агрегатах. Например, мартен, печь-кислая печь, конвертер—мартен, печь, конвертер-конвертер, конвертер—электропечь, вагранка-электропечь.
Процесс состоит их двух стадий — в 1-й части полезный продукт из чугуна переводят в шлак в результате расплавления, а в 2-й части полупродукт переводят в сталь в результате выравнивания и доводки стали до нужной температуры. Применяется для производства стали с заданными свойствами (в том числе нержавеющей). Для работы дуплекс-процессом для сталеваров необходимо знать особые технологические операции. В настоящее время[когда?] изучается возможность использование дуплекс-процессов для производства легированных сплавов. Для работы дуплекс-процессом на заводах создаются специальные цеха. В статистике при оценке количества произведенной стали пишут — Сталь (без стали для дулекс-процесса на своём заводе). Продуктом дуплекс-процесса является так называемая дуплекс-сталь.

## Применение
Например, на НТМК дуплекс-процесс применяется для производства стали из ванадиевых чугунов. Дуплекс-процесс применяется также на ВАЗе. Используется на Украине (Днепроспецсталь).

## Интересные факты
Кроме сталеплавильного дуплекс-процесса существуют дуплекс-процессы для производства неметалов.